# マウントバッテンピンク
マウントバッテンピンク (英語 Mountbatten pink) またはプリマスピンク(英語 Plymouth Pink) は、迷彩色の一つ。グレーのかかったモーブに近い。 
マウントバッテンピンクの名は第二次世界大戦中のイギリス海軍軍人・貴族であったルイス・マウントバッテン卿が最初に考案したことに由来する。マウントバッテンは、船団護衛任務中にラベンダー色のユニオン＝キャッスル・ラインの船が視認しにくくなっていることに気づき、夜明けもしくは夕暮れ時に指揮下の艦が発見されにくくなることを期待して導入したものであった。不明確な成功にもかかわらず、専門家によって通常のニュートラルグレーが最善の塗装であり、マウントバッテンピンクは最悪の場合艦艇をより目立たせてしまうものであると判定された。

## 歴史

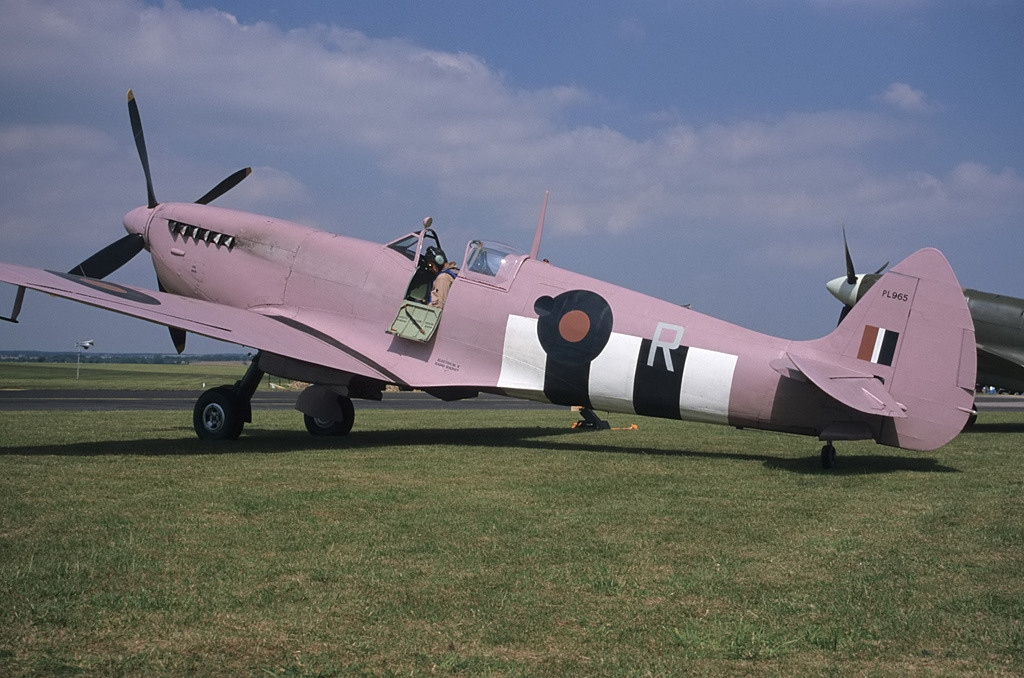
マウントバッテンピンクで塗装されたスピットファイア戦闘機

1940年、イギリス海軍本国艦隊第5駆逐艦戦隊（5th Destroyer Flotilla）旗艦ケリーの艦長兼戦隊司令(Captain (D))として船団護衛任務中であったマウントバッテン卿は、船団のある船が他の船よりもはるかに早く視界から消え去ったことに気づいた。その船はユニオン＝キャッスル・ライン所有の客船で、船体がラベンダー色のようなグレーのかかったモーブに塗られていた。
マウントバッテン卿は、この色は艦船が度々危険にさらされる時間帯である夜明けや夕暮れに効果的な迷彩色であると確信し、戦隊の駆逐艦をミディアムグレーに少量のヴェネツィアンレッドを混ぜて作った似た色の顔料で塗装した。その効果について公式な試験がなされていなかったにもかかわらず、1941年初め以来、他のいくつかの艦艇も同様の迷彩を施すようになった。
後に改良されたマウントバッテンピンクは、艦艇の上部構造物をわずかに明るくしたマウントバッテンピンクで塗り分けるものであった。1942年の暮れまでには駆逐艦やそれ以上の大型艦全てがマウントバッテンピンクを廃止したにもかかわらず、小型艦艇では1944年まで使用が続けられたと考えられている。マウントバッテンピンクの最大の問題は、空がピンク色ではなくなった正午頃ではむしろ目立ってしまうことであり、そのような時間帯では従来のバトルシップグレイ（Battleship grey）の方が目立たなかった。
アメリカ海軍は実験的に類似の塗装を行っており、少なくとも一隻、ポーター級駆逐艦ウィンスロー (DD-359)がそのような塗装を行っていた。
敵であったドイツ海軍もまた明るいピンク色の塗装を試みていた。イギリス海軍が、1944年4月に英仏海峡で沈没したドイツ海軍のSボート（魚雷艇）S147の乗員を捕虜として尋問した記録によると、 彼らはS147に施したピンク色の塗装が効果的であると信じていたと述べている
。

## 有用性
マウントバッテンピンクに関する逸話の一つであり、信憑性に乏しいものとして伝えられているものに軽巡洋艦ケニアのエピソードがある（ケニアにマウントバッテンピンクが施されていたこと自体は事実であり、その外見から「ピンクレディ」（The Pink Lady）の愛称があった）。
ノルウェー沖のボクセイ島をイギリス軍コマンド部隊が攻撃したアーチェリー作戦でケニアは作戦の援護を行ったが、ドイツ軍の沿岸砲台から数分間の砲撃を受けた。しかしケニアは至近弾による軽微な損傷を受けただけであった。これはケニアのマウントバッテンピンクが、ドイツ軍が着弾観測のために砲弾に充填していたピンク色の染料と似ていたため、敵の観測手に砲撃の水柱とケニアの位置を判別困難にしたからだという。こうした逸話や色を幻惑するという乗員たちの個人的な経験が、マウントバッテンピンクを施された艦艇の乗員たちをこの迷彩の重要な支持者にしていた。
迷彩の専門家たちは、マウントバッテンピンクがプルキニェ現象によって艦艇をかえって視認しやすくしてしまうものであると気づいた。また専門家たちは、無統制な混色によって推奨されるよりも多くの赤色を加えてしまうことにも度々不満を漏らしている。最小限の赤色でさえ、ほとんどの濃度の青色より注意を引いたので、そのような不適切な混色は破滅的であった。海軍本部の手引書はマウントバッテンピンクを次のように結論づけている
。

## マウントバッテンピンクの例
以下はマウントバッテンピンクを塗装していた艦艇の例である。当時のモノクロフィルム写真では判別が難しいため一部推定を含む。

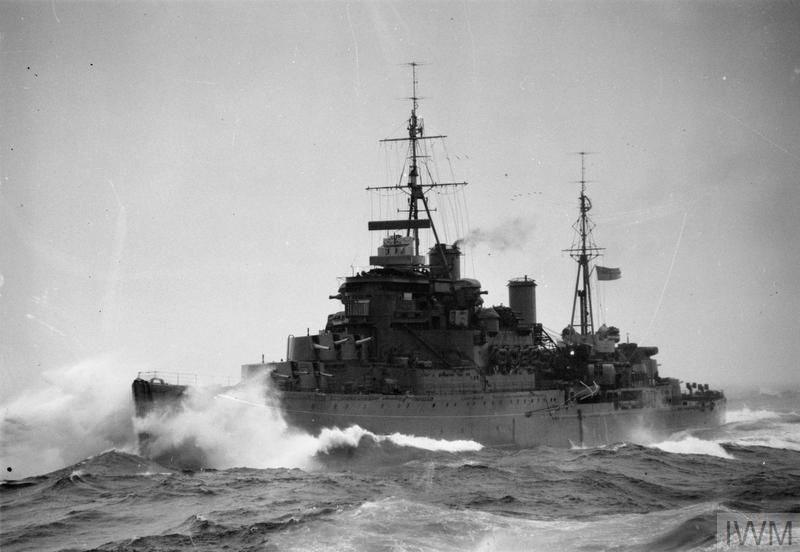
濃い色調のマウントバッテンピンクで塗装された「ピンクレディ」こと軽巡洋艦ケニア。上部構造物の一部はニュートラルグレー（507c）で塗り分けられている。1942年5月撮影。

- ケリー (駆逐艦)[8]
- シーク (駆逐艦・2代)[9]
- サネット (駆逐艦)[10]
- オライオン (軽巡洋艦)[11]
- エイジャックス (軽巡洋艦)[12]
- ホバート (軽巡洋艦)[13]
- アリシューザ (軽巡洋艦・2代)[14]
- ガラティア (軽巡洋艦・2代)[15]
- オーロラ (軽巡洋艦・2代)[16]
- マンチェスター (タウン級軽巡洋艦)[17]
- ハーマイオニー (軽巡洋艦)[18]
- ケニア (軽巡洋艦)[6]

## 近似色
- 紫
- モーブ (色)